# Bastrombon
| I denna artikel     |
| används tonnamnen   |
| Bess (B♭) och B.    |
| Se olika skrivsätt. |

Bastrombon /ˈbɑːsˌtrɔmˈboːn/ även kallad tenortrombon är ett  blåsinstrument  och är en utveckling av den vanliga trombonen. Bastrombonen har grövre mensur och större klockstycke. Vanligast är bastromboner med två ventiler, då oftast stämd i Bb/F/D, men även enventiliga förekommer. Behovet av större tromboner uppstod då orkestrarna växte i och med tonsättare som Richard Wagner, Hector Berlioz etc. Bastrombonen kan i princip spelas av alla trombonister men i professionella sammanhang är bastrombonisterna nästan alltid specialiserade på instrumentet. I modern storbandsmusik har instrumentet utvecklats ytterligare som en specialiserad stämma, skild från resterande sektionen och instrumentets extremare omfång utnyttjas allt mer.
En variant i G har också förekommit, framför allt i engelsk blåskorkestermusik. G-bastrombonen har mindre mensur än Bess-varianten.
En större kusin till bastrombonen är kontrabastrombonen, oftast stämd i F men finns även i Bb (en hel oktav under bastrombonen).
Kontrabastrombonen förekommer företrädesvis i operasammanhang och spelas av bastrombonister eller i undantagsfall av tubaister.
I italiensk operamusik ersätts kontrabastrombonen av Cimbasso, en kontrabasventiltrombon även den oftast stämd i F.